# Mike Elizondo
Mike Elizondo är en amerikansk låtskrivare och musikproducent. Han har skrivit och producerat låtar åt bland annat Eminem, Alanis Morissette, Maroon 5, Carrie Underwood, Kris Allen, Natasha Bedingfield och Blake Lewis.